# アイゼナハ

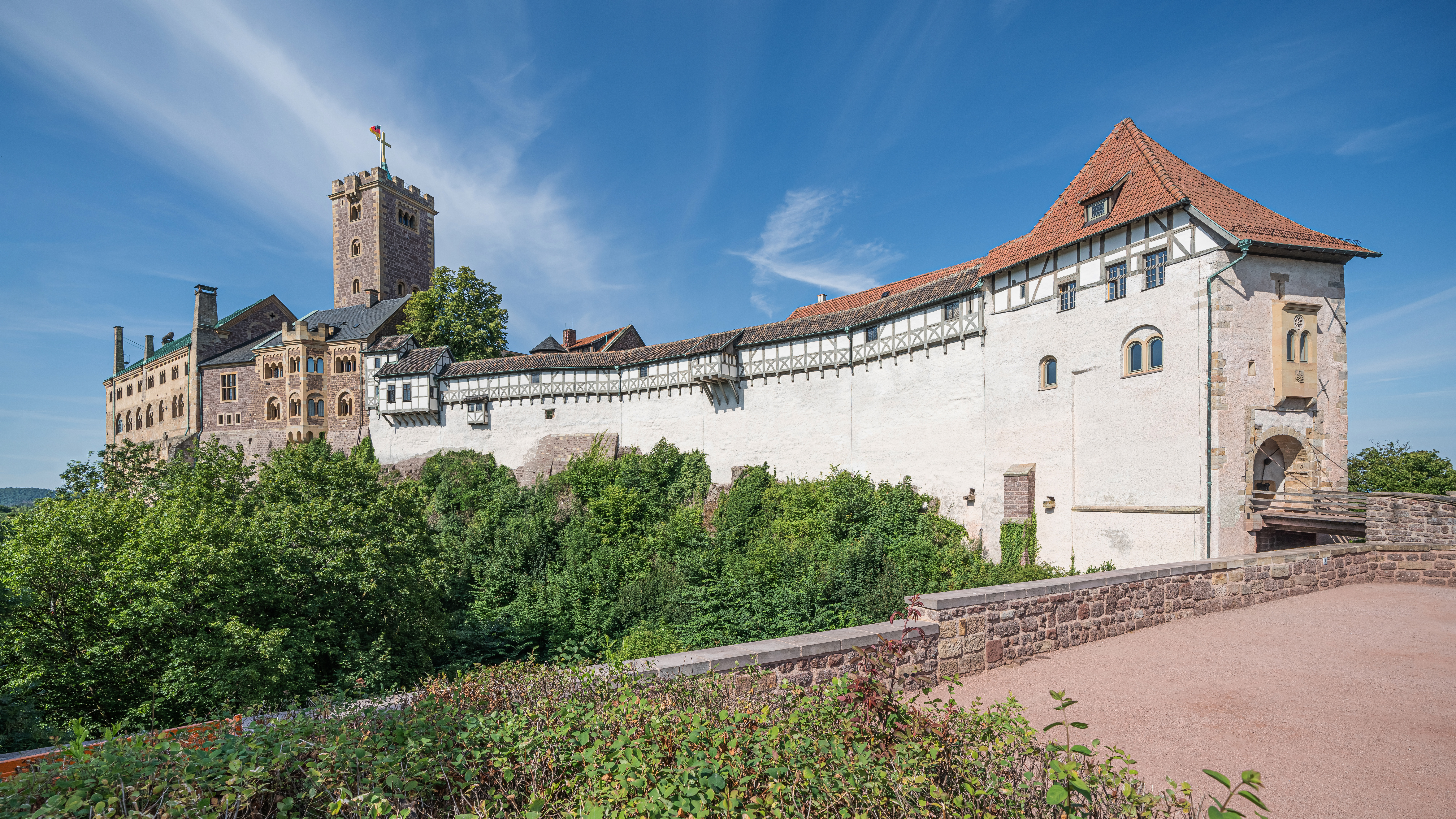
ヴァルトブルク城

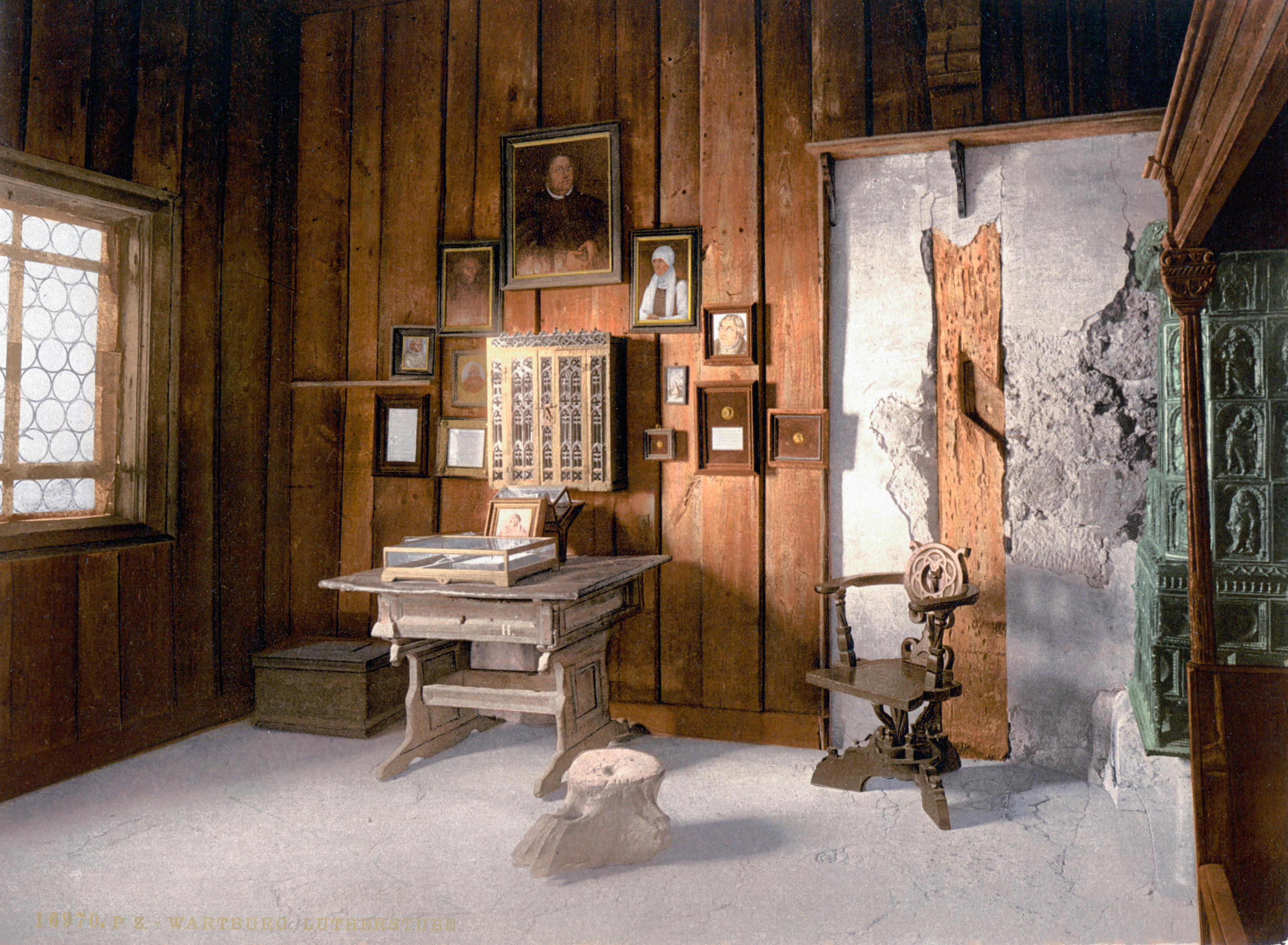
城内のルターの部屋（1900年）

アイゼナハ（Eisenach）は、ドイツ連邦共和国の都市。テューリンゲン州に属する。音楽家、ヨハン・ゼバスティアン・バッハの出生地としても知られる。同都市のヴァルトブルク城は、ユネスコの世界遺産に登録されている。アイゼナッハとも表記される。

## 地勢・産業
ネッセ川とヘーゼル川の合流地付近に位置し、古くより交通の要所であった。現在も、フランクフルト・アム・マインとライプツィヒを結ぶ鉄道網・アウトバーン網の中継地点に位置している。街の背後には、テューリンゲンの森（テューリンガーヴァルト）と称される山岳地帯が広がる。ドイツの他の森と同様、酸性雨などにより大きな被害を受けている。近隣の都市としては、約50キロ東にエアフルト、70キロ北西にカッセル、65キロ南西にフルダが位置する。
アイゼナハには、工業都市としての顔もある。旧東ドイツ時代には、高級車ヴァルトブルクの生産地であり、東西ドイツの統一後は、オペル社の自動車工場が置かれている。街には自動車博物館があり、こうした歴史を知ることができる。

## 歴史
1067年、当時「王の道」と称された街道沿いに、ヴァルトブルク城が建てられた。13世紀初頭、この城の「歌人の広間」でミンネジンガー（吟遊詩人）による歌合戦が行われたとされ、リヒャルト・ヴァーグナーのオペラ「タンホイザー」の題材にもなっている。1283年、都市特権を獲得した。
歴史上、アイゼナハは宗教改革の推進者マルティン・ルターと関係が深い。1498年より、ラテン語を学ぶため学生としてアイゼナハに留まった。この時にルターが住んでいた家は、現在も保存されており、ルターの生涯と業績をたどる展示がある。1521年のヴォルムス帝国議会の決定により帝国追放となったルターは、ザクセン選帝侯フリードリヒの保護を受け、ヴァルトブルク城で新約聖書のドイツ語訳を行った。
1685年、この地でJ. S. バッハが生まれた。彼はリューネブルクに移り住むまで、少年期をアイゼナハで過ごしていた。現在も、J. S. バッハの実際の生家ではないが、バッハ一族が過ごしていた家が保存されている。1741年、アイゼナハ一帯はヴァイマル周辺を領土とするザクセン＝ヴァイマル公国の君主であったエルンスト・アウグスト1世の領地となり、ザクセン＝ヴァイマル＝アイゼナハ大公国の一部となった。
1817年、ウィーン体制下で結成されていた学生組織であるブルシェンシャフトが、この地で宗教改革300年を祝った祭典を開いた。この祭典自体は、開催当初より政治的主張があったわけではなかったが、祭典中にドイツ・ナショナリズムに否定的な書物を焼き捨てるなど、一部の勢力が急進化した。こうした動きを懸念したオーストリア帝国外相のクレメンス・フォン・メッテルニヒは、1819年にカールスバートでブルシェンシャフト弾圧の方針を固めた（カールスバート決議）。
1869年、アウグスト・ベーベルらがマルクス主義的なドイツ社会民主労働党を結成した。この地で結成されたことからアイゼナハ派とも称される。1875年、約25キロ東のゴータで全ドイツ労働者協会（ラサール派）と合同してドイツ社会主義労働者党となった。この党が、1890年に改称してドイツ社会民主党となった。

## 文化
ヴァルトブルク城以外の代表的な建造物としては、ロマネスク建築のニコライ教会、後期ゴシック様式のゲオルク教会が挙げられる。19世紀に活躍したアイゼナハ出身の詩人、フリッツ・ロイターの住居が、ヴァーグナーの博物館として利用されている（ロイター＝ヴァーグナー博物館）。

## 姉妹都市
- マールブルク（ドイツ）
- スダン（フランス）
- ウェイヴァリー（アメリカ・オハイオ州）
- スカンデルボー（デンマーク）
- マヒリョウ（ベラルーシ）
- ハーロシュパタク（ハンガリー）

## 引用
1. ↑  Bevölkerung der Gemeinden vom Thüringer Landesamt für Statistik